# Libnotes quadrifurca
Libnotes quadrifurca är en tvåvingeart som först beskrevs av Walker 1861.  Libnotes quadrifurca ingår i släktet Libnotes och familjen småharkrankar. Inga underarter finns listade i Catalogue of Life.